# Effektive Antennenhöhe
Die Effektive Antennenhöhe (kurz: Effektive Höhe, englisch: Effective Antenna Height) ist die Höhe des Antennenmittelpunktes über dem mittleren Geländeniveau zwischen 3 km und 15 km Entfernung in die zur Berechnung der Wellenausbreitung benötigten azimutalen Richtung.
Sie kann erheblich höher sein als die Höhe des verwendeten Sendeturms.
Die HAAT (englisch, Abkürzung für: height above average terrain) ist die Höhe des Antennenmittelpunktes über dem mittleren Geländeniveau zwischen 3 km und 16 km Entfernung ebenfalls in die zur Berechnung der Wellenausbreitung benötigten azimutalen Richtung.

## Effektive Höhe
Die effektive Höhe wird zur Berechnung der Feldstärke mit Wellenausbreitungsmodellen wie ITU-R P.370 oder ITU-R P.1546 im UKW-Bereich benötigt. Sie ist ein wichtiger Parameter bei der Koordinierung von Funkfrequenzen an Senderstandorten und wird in diversen internationalen Abkommen zur Frequenzkoordinierung definiert. Neben anderen Senderparametern wird die effektive Höhe der Sendeantenne meist durch 36 Werte für die Azimute von 0° bis 350° in 10°-Schritten angegeben. Manchmal wird auch die maximale effektive Höhe der Sendeantenne genannt. Diese ist das Maximum aus den genannten 36 Werten.

## HAAT
Die HAAT ist ein ähnlicher Parameter, der z. B. in Nordamerika zur Frequenzkoordinierung von Rundfunksendern angewandt wird.
Er unterscheidet sich vor allem durch die Mittelung der Geländedaten bis 16 km anstatt nur bis 15 km bei der effektiven Höhe.
In Nordamerika (speziell in den USA) hat die HAAT eines Senders Auswirkungen z. B. auf dessen Leistungsklasse. Dazu werden die HAAT-Werte für die Azimute von 0° bis 315° in 45°-Schritten ermittelt und daraus der arithmetische Mittelwert gebildet. Besonders zu berücksichtigen sind dabei Azimute, die über große Wasserflächen führen oder die Grenze der USA überschreiten.